# El Allassane Maïreyrey
El Allassane Maïreyrey est une localité et une commune rurale du Niger, département de Mayahi, région de Maradi.

## Géographie
La localité de El Allassane Maïreyrey est située à 25 km au nord-est du chef-lieu départemental Mayahi.
| Tagriss | Tarka                  | Gangara  |
| Tchaké  | El Allassane Maïreyrey | Ourafane |
| Mayahi  | Issaouane              | Ourafane |

## Histoire
La commune rurale de El Allassane Maïreyrey instaurée en 2002, est issue de la partie nord-est du canton de Kanan-Bakaché.

## Population
Lors du recensement général de 2012, la population communale est relevée à 64 183 habitants, dont 1 034 habitants pour la localité chef-lieu communal.

## Localités
La commune s'étend sur 36 villages, 58 hameaux et 23 camps au centre-ouest du département de Mayahi.

## Services et infrastructures
- Centre de Santé Intégré (CSI) à El Allassane Maïreyrey, Guidan Gagere, Maïsansamé et Sarkin Aréwaa[5].
- Centre de formation des métiers (CFM) à El Allassane Maïreyrey.